# Kurt Barthel

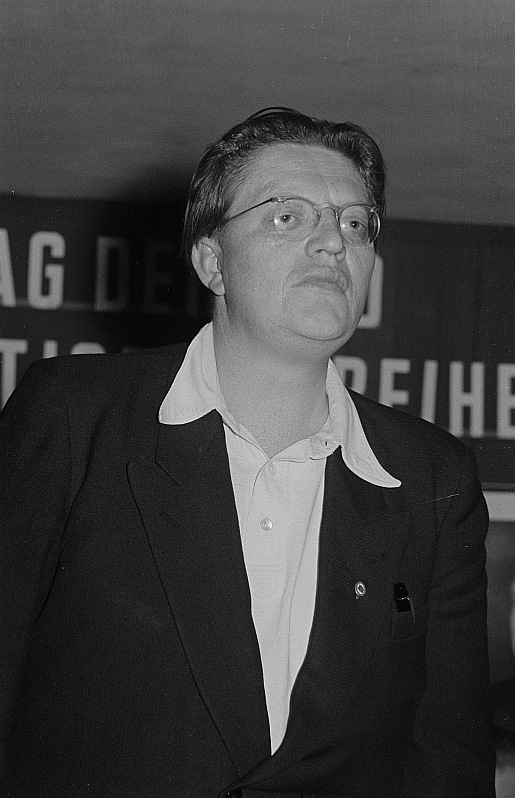
Kurt Barthel (1954)

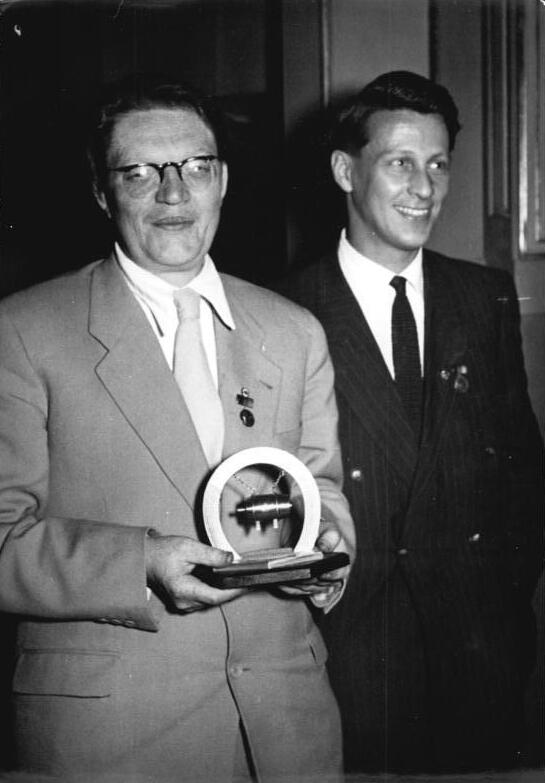
Kurt Barthel (links) und Stephan Hermlin (1952)

Kurt Walter Barthel (* 8. Juni 1914 in Garnsdorf; † 12. November 1967 in Frankfurt am Main) war ein deutscher Schriftsteller, Lyriker, Dramatiker und Dramaturg. Bekannt war er auch unter seinem Pseudonym KuBa, das ihm von seinem Förderer Louis Fürnberg empfohlen worden war, um Verwechslungen mit dem nationalsozialismusnahen Autor Max Barthel auszuschließen. Er war von 1950 bis 1958 Abgeordneter in der Volkskammer der DDR und von 1954 bis 1967 Mitglied im Zentralkomitee der SED.

## Leben und Wirken
Barthel wurde 1914 geboren. Seinen Vater Walter Bruno (* 21. Dezember 1890 in Auerswalde) lernte er nie kennen; noch vor Kurts Geburt wurde der Eisenbahnarbeiter von einem Offizier erschossen. Der Vater wohnte vermutlich in Wittgensdorf, seine Mutter Hulda Minna geb. Dietze (* 24. Juli 1891 in Garnsdorf) wohnte in Garnsdorf (Ortslistennummer 87, heute Garnsdorfer Hauptstrasse 56). Die Eltern waren aber verheiratet.
1928 bis 1932 wurde Kurt Barthel in Chemnitz zum Dekorationsmaler ausgebildet. Früh politisch aktiv, gründete er während dieser Zeit in seinem Heimatort Ortsgruppen von Jugendorganisationen wie Sozialistische Arbeiter-Jugend (SAJ) und die Sozialistische Jugend Deutschlands – Die Falken. 1933 trat er in die Sozialdemokratische Partei Deutschlands (SPD) ein und emigrierte nach der NS-Machtübernahme in die Tschechoslowakei, wo er Louis Fürnberg kennenlernte, der ihm eine „aggressive Intelligenz“ attestierte. Auf dessen Anregung hin verfasste er erste Gedichte und Reportagen für Die Rote Fahne, gemeinsam mit ihm arbeitete er in der Laienspielgruppe „Das neue Leben“. Politisch betätigte er sich in der Jugendarbeit der linken Sozialdemokraten und half anderen Emigranten beim illegalen Grenzübertritt. Ab 1937 war er Redakteur der Arbeiter-Illustrierte-Zeitung (A-I-Z) in Prag. 1939 floh er weiter nach Großbritannien. Dort verdiente er seinen Lebensunterhalt als Land- und Bauarbeiter, schrieb Naturgedichte auf Englisch und wurde Mitglied der Freien Deutschen Jugend (FDJ). 1940 wurde er als Enemy Alien zeitweilig interniert.
1946 kehrte Barthel nach Deutschland zurück und trat der SED bei. Von 1946 bis 1948 war er Redakteur des Karl Dietz Verlags Berlin und ab 1949 freischaffender Künstler. Er wohnte wie viele Künstler und Wissenschaftler in der sogenannten „Intelligenzsiedlung“ an der Straße 201 in Berlin-Schönholz und hatte dort das Haus neben Erich Weinert, nach dem die Siedlung benannt ist.
Von 1956 an bis zu seinem Tod 1967 war Barthel Chefdramaturg am Volkstheater Rostock.
Die heutigen Störtebeker-Festspiele auf der Insel Rügen begannen 1959 als Rügenfestspiele, mit Barthels Dramatischer Ballade „Klaus Störtebeker“ mit Musik von Günter Kochan. Auch in der Sowjetunion wurde Barthels Dramatische Ballade 1963 in einer Übersetzung von Lew Ginsburg verlegt; bei der Wiederaufführung 1980 erschien eine erneute Ausgabe in russischer Sprache.
Während einer Aufführung der Revolutionsrevue 50 Rote Nelken, mit der das Volkstheater Rostock in einer Veranstaltung der August-Bebel-Gesellschaft gastierte, gab es am 12. November 1967 vor 1100 Zuschauern im Gesellschaftshaus des Frankfurter Zoos „Tumult“ durch „Studenten, von der Polizei als ‚Mao-Anhänger‘ bezeichnet“. Kurt Barthel, schon länger krank, sank zusammen und starb auf dem Weg ins Krankenhaus an Herzstillstand. Er wurde auf dem Neuen Friedhof in Rostock beigesetzt. Nach ihm wurde in der DDR die Kurt-Barthel-Medaille benannt, eine Auszeichnung für Kulturschaffende, und der Bezirk Karl-Marx-Stadt vergab als Kulturpreis einen Kurt-Barthel-Preis.

## Funktionen
Von 1950 bis 1958 war Barthel mit dem Mandat des Kulturbundes der DDR Abgeordneter in der Volkskammer. 1952 wurde er zudem 1. Sekretär des Deutschen Schriftstellerverbandes und Mitglied im Zentralkomitee der SED. 1953 wurde er ordentliches Mitglied der Deutschen Akademie der Künste. Auf dem 6. SED-Parteitag 1963 zählte Barthel zu den Scharfmachern und nannte SED-kritische Kollegen „literarische Schwarzmaler“.

## Kritisierte Texte
Bekannt sind Barthels Kantate auf Josef Stalin und seine – per Flugblatt am 18. Juni 1953 verteilte und am 20. Juni 1953 im Neuen Deutschland veröffentlichte – Beschimpfung der den Aufstand des 17. Juni initiierenden Bauarbeiter von der Stalinallee:
„Schämt ihr euch auch so, wie ich mich schäme? Da werdet ihr sehr viel und sehr gut mauern und künftig sehr klug handeln müssen, ehe euch diese Schmach vergessen wird. ..... Zerstörte Häuser reparieren, das ist leicht. Zerstörtes Vertrauen wieder aufrichten ist sehr, sehr schwer.“
Daraufhin schrieb Bertolt Brecht: „Nach dem Aufstand des 17. Juni ließ der Sekretär des Schriftstellerverbandes in der Stalinallee Flugblätter verteilen, auf denen zu lesen war, daß das Volk das Vertrauen der Regierung verscherzt habe und es nur durch verdoppelte Arbeit zurückerobern könne. Wäre es da nicht einfacher, die Regierung löste das Volk auf und wählte ein anderes?“
Bei seiner Textbearbeitung von Giuseppe Verdis Oper Nabucco strich er den Satz „Bald ist Juda vom Joch des Tyrannen befreit“ mit der Begründung „Verdi schrieb diesen Chor ausgesprochen um Südtirol. Demnach ist auch der Text. Hier handelt es sich in diesem Chor nicht so sehr um die Juden in Babylon, als um Südtirol“. Mit solchen Äußerungen erntete Barthel im Westen heftige Kritik: Der Literaturhistoriker Hans Mayer nannte Barthel „eine ungemein widerwärtige Figur“, Alfred Kantorowicz sprach sogar von einem „neuen Horst Wessel“.
Der Sprachgebrauch ähnelt der überwiegenden Zahl westlicher literaturwissenschaftlicher Arbeiten insbesondere aus den 1950er Jahren, die ihre politisch-ideologische Gegnerschaft zu den sozialistischen Staaten, hier der DDR, nicht verbergen konnte bzw. wollte. Kuba war in der Adenauer-Ära in Westdeutschland der meistgeschmähte DDR-Schriftsteller.

## Ehrungen und Preise
- 1949: Nationalpreis der DDR für sein Gedicht vom Menschen
- 1957: Literaturpreis des Freien Deutschen Gewerkschaftsbundes (FDGB)
- 1957: Erich-Weinert-Medaille.
- 1958: Nationalpreis der DDR für die Gestaltung des Festprogramms zum 40. Jahrestag der Oktoberrevolution und des Festprogramms der Ostsee-Woche
- 1959: Nationalpreis der DDR (im Kollektiv) für die Störtebeker-Ballade
- 1960: Ehrendoktor der Universität Rostock

Postume Ehrungen
Nach Barthels Tod wurden Straßen und Schulen nach ihm benannt. Am 2. April 1979 wurde die Kurt-Barthel-Medaille in der DDR gestiftet. Der Rat des Bezirks Karl-Marx-Stadt stiftete einen nach Barthel benannten Kulturpreis. Am 26. Februar 1981 erhielt das in Parow bei Stralsund stationierte Marinehubschraubergeschwader 18 der Volksmarine seinen Namen.

## Werke (Auswahl)
- Gedicht vom Menschen. 1948.
- Kantate auf Stalin. 1949.
- Gedanken im Fluge. 1950 (Reportagen über die Sowjetunion)
- Gedichte. Eine Auswahl. 1952.
- Osten erglüht. 1954 (Reportagen über die Volksrepublik China)
- Klaus Störtebeker. Dramatische Ballade, 1959. Online-Ressource DNB 1035745585
- Gedichte. 1961.
- Brot und Wein. Gedichte, Lieder, Nachdichtungen. 1961.
- terra incognita. Dramatisches Poem, 1964.
- Marsch der Dynamosportler. Gedicht. 1983.

Postum veröffentlichte Werke
- Wort auf Wort wächst das Lied. Gedichte. 1970.
- Schlösser und Katen. 1970.
- Hexen. 1970.
- Vergeßt mir meine Traudel nicht. Filmerzählungen. 1974.
- Zack streitet sich mit der ganzen Welt. Erzählungen. 1982.

## Filmografie (Auswahl)
- Familie Benthin (Koautor mit Johannes R. Becher, Slatan Dudow, Ehm Welk und anderen beim Drehbuch, Regie: Slatan Dudow und Kurt Maetzig), 1950
- Hexen (Drehbuch für den Film von Helmut Spieß), 1954
- Schlösser und Katen (Drehbuch für den DEFA-Film von Kurt Maetzig), 1956/1957
- Vergeßt mir meine Traudel nicht (Drehbuch für den DEFA-Film von Kurt Maetzig), 1957